# Empoasca etroni
Empoasca etroni är en insektsart som beskrevs av Irena Dworakowska 1976. Empoasca etroni ingår i släktet Empoasca och familjen dvärgstritar.
Artens utbredningsområde är Nigeria. Inga underarter finns listade i Catalogue of Life.